# NGC 5422
NGC 5422 is een spiraalvormig sterrenstelsel in het sterrenbeeld Grote Beer. Het hemelobject werd op 14 april 1789 ontdekt door de Duits-Britse astronoom William Herschel.

## Synoniemen
- UGC 8935
- MCG 9-23-24

vZWG 272.16
- PGC 49874